# Uniformträgerbereich

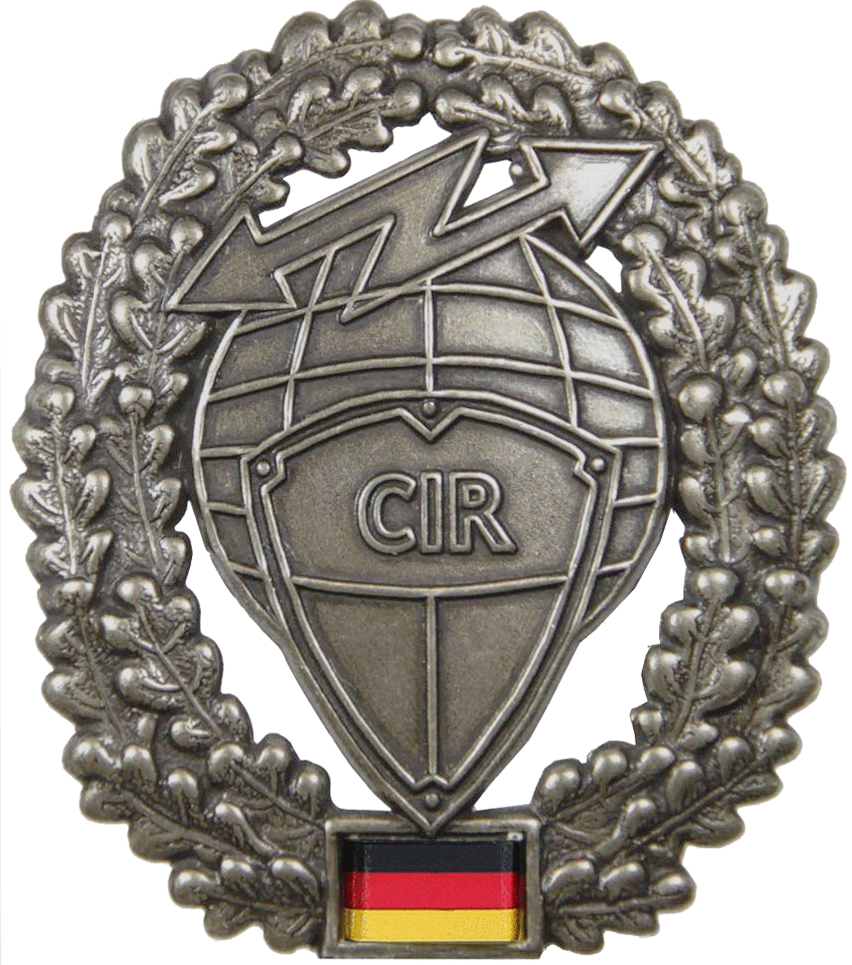
Uniformträgerübergreifendes Abzeichen CIR

Die drei Uniformträgerbereiche in der deutschen Bundeswehr sind:
- Heeresuniformträger
- Luftwaffenuniformträger
- Marineuniformträger

Jeder Soldat ist einem dieser Uniformträgerbereiche zugeordnet und trägt somit die Bundeswehr-Uniform der entsprechenden Teilstreitkraft; auch, wenn er dieser nicht (mehr) unmittelbar angehört. Als Grundsatz gilt aber, dass Soldaten des Heeres Heeresuniformträger, Soldaten der Luftwaffe Luftwaffenuniformträger und der Marine Marineuniformträger sind.
Relevant wird die Unterscheidung vor allem bei Soldaten in den teilstreitkraftübergreifenden militärischen Organisationsbereichen Zentraler Sanitätsdienst der Bundeswehr und der Streitkräftebasis, sowie in der Teilstreitkraft Cyber- und Informationsraum, da diese keine eigene Uniform besitzen. Sie werden daher, je nach Dienstposten, einem Uniformträgerbereich zugeordnet. In allen Laufbahngruppen und Laufbahnen der Bundeswehr gibt es Heeres-, Luftwaffen- und Marineuniformträger.
Die Uniform der Soldaten, ihre Dienstgrade, Dienstgradabzeichen und sonstige Abzeichen können aber je nach Uniformträgerbereich variieren. Auch wenn Soldaten eines militärischen Organisationsbereichs unterschiedlichen Uniformträgerbereichen angehören, können sie einheitliche Uniformteile nutzen. So tragen alle Uniformträger des militärischen Organisationsbereichs Cyber- und Informationsraum (CIR) das marineblaue Barett mit dem „Abzeichen CIR“.
Die Dienstposten für Protokollsoldaten des Wachbataillons beim Bundesministerium der Verteidigung sind einem Uniformträgerbereich zugeordnet. Die Protokollsoldaten sind aber mit dem Dienstanzug aller drei Uniformträgerbereiche ausgestattet, um im protokollarischen Dienst flexibel eingesetzt werden zu können.

## Personalführung
Die Personalführung der Soldaten findet grundsätzlich nicht nach Organisationsbereichen, sondern nach Uniformträgerbereichen statt.
Zumindest in den Jahren 2004 bis 2006 konnte es vorkommen, dass die Chancen auf Übernahme in das Dienstverhältnis einer Berufssoldaten innerhalb eines militärischen Organisationsbereichs von der Zugehörigkeit zum Uniformträgerbereich abhängig war. Für den Rechtsstreit eines Soldaten, der den Wechsel des Uniformträgerbereichs innerhalb eines militärischen Organisationsbereichs betrifft, ist der Rechtsweg zu den Wehrdienstgerichten eröffnet.
Bis Ende 2015 wurden für die Angehörigen der einzelnen Uniformträgerbereiche getrennte Beförderungsreihenfolgen gebildet. Dies führte dazu, dass Beförderungsanwärter des einen Uniformträgerbereichs trotz schlechterer Leistungswerte eher befördert wurden als Beförderungsanwärter eines anderen Uniformträgerbereichs mit besseren Leistungswerten. In den teilstreitkraftübergreifenden militärischen Organisationsbereichen, in denen Soldaten verschiedener Uniformträgerbereiche gemeinsam ihren Dienst leisten, führte dies zu Unmut. Soldaten, die vergleichbaren Tätigkeiten nachgingen und gemeinsam in einer Vergleichsgruppe beurteilt wurden, hatten wenig Verständnis, wenn ein Kamerad nur deshalb schneller befördert wurde, weil er Angehöriger eines anderen Uniformträgerbereichs war. Für Beförderungen mit Planstelleneinweisung ab dem 1. Januar 2016 wurden vom jeweiligen Uniformträgerbereich unabhängige, nunmehr teilstreitkraftübergreifende Beförderungsreihenfolgen gebildet, um den Prinzip der Beförderung nach fachlicher Leistung gerecht zu werden.